# Chiesa di San Marco (Belgrado)
La chiesa di San Marco (in serbo Црква Светог Марка o Crkva Svetog Marka?) è una chiesa di fede ortodossa situata nel centro di Belgrado, nei pressi del Palazzo del Parlamento, all'interno del parco Tašmajdan.

## Storia
La chiesa attuale (2011), è stata costruita fra il 1939 e il 1940 poco più a nord del luogo ove sorgeva una chiesa preesistente, consacrata nel 1835 e costruita in legno. La chiesa originaria, annesso alla quale vi era un piccolo cimitero, già nel 1870 non esisteva più e si celebrava la divina liturgia in una tenda nel luogo ove poi sarebbe stata edificata la chiesa di San Marco. La costruzione di quest'ultima fu avviata fra le due guerre mondiali su progetto dei fratelli architetti serbi Petar e Branko Krstić nel 1939 e fu presto interrotta nel 1940 a causa dello scoppio della Seconda guerra mondiale. Il tempio, seppur ancora incompiuto, fu consacrato nel 1948 dal patriarca di Serbia Gavrilo Dožić e aperta al culto ordinario. Tuttavia, anche se la struttura è stata completata nel 1948 con il nartece, l'interno è ancora in fase di completamento ed è privo degli affreschi interni delle volte e della cupola, che mostrano i mattoni grezzi a vista.

## Descrizione

### Esterno
L'esterno della chiesa si integra perfettamente col parco Tašmajdan, all'interno del quale si trova. Il corpo centrale della chiesa, che mostra chiaramente la pianta a croce greca dell'interno, presenta quattro cupolette su altrettanti piccole torri, oltre alla maggiore a pianta ottagonale. Si accede all'edificio attraverso tre grandi portali. Quello maggiore, dirimpetto all'abside centrale, è sormontato dall'alta torre campanaria coperta da semicalotta in rame verde ed è affiancato da due portici di tre arcate ciascuno sorrette da colonne con capitello scolpito. Le facciate dei transetti, invece, hanno una grande trifora ciascuna sormontante il portale con portico a cinque arcate.

### Interno
L'interno della chiesa è a croce greca con tre navate suddivise da due monumentali colonne per lato. All'intersezione dei bracci, si eleva la cupola a pianta circolare ancora (2011) priva degli affreschi. Sulla parete opposta a quella dell'ingresso, sopra la quale vi è una profonda cantoria, vi sono le tre absidi semicircolari, di cui la centrale è più grande e alta delle laterali. Fra il presbiterio e lo spazio riservato all'assemblea, vi è l'iconostasi marmo marmorea progettata nel 1991-1992 da Zoran Petrović, mentre le icone musive sono di Radlović Duro che le ha realizzate fra il 1996 e il 1998. Gli altari laterali sono dedicati alla Natività di Gesù (altare di sinistra) e alla Trasfigurazione (altare di destra). Ai lati dell'iconostasi centrale, i posti per i coristi con leggii lignei intagliati.
Nella chiesa vi sono due illustri sepolcri: quello dell'imperatore serbo Stefano Uroš IV Dušan, realizzato nel 1927 da Dragomir Tadić e situato lungo la parete sud, e quello del patriarca Herman lungo la parete nord.

### Galleria d'immagini

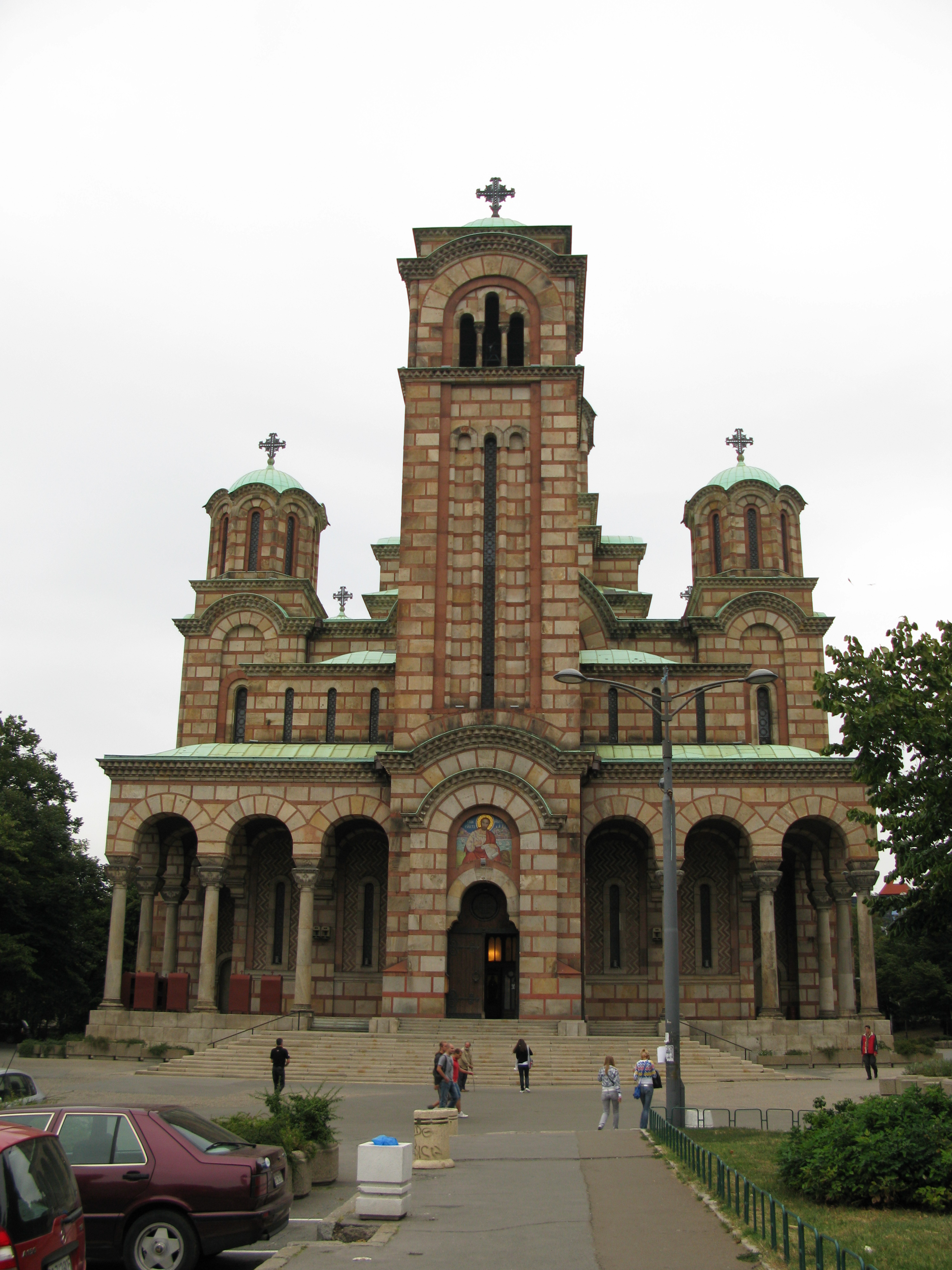
La facciata
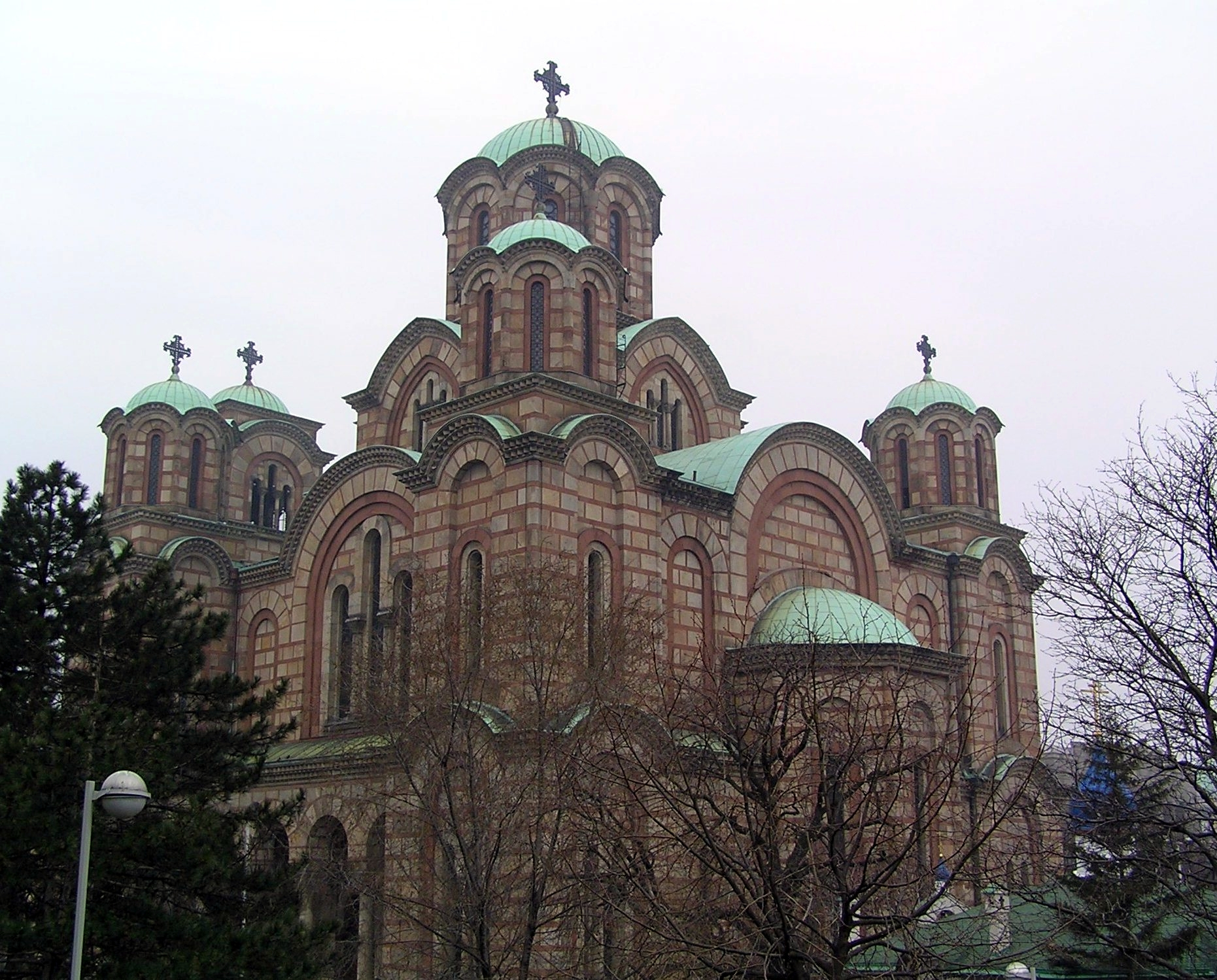
L'esterno con le absidi e il transetto sud
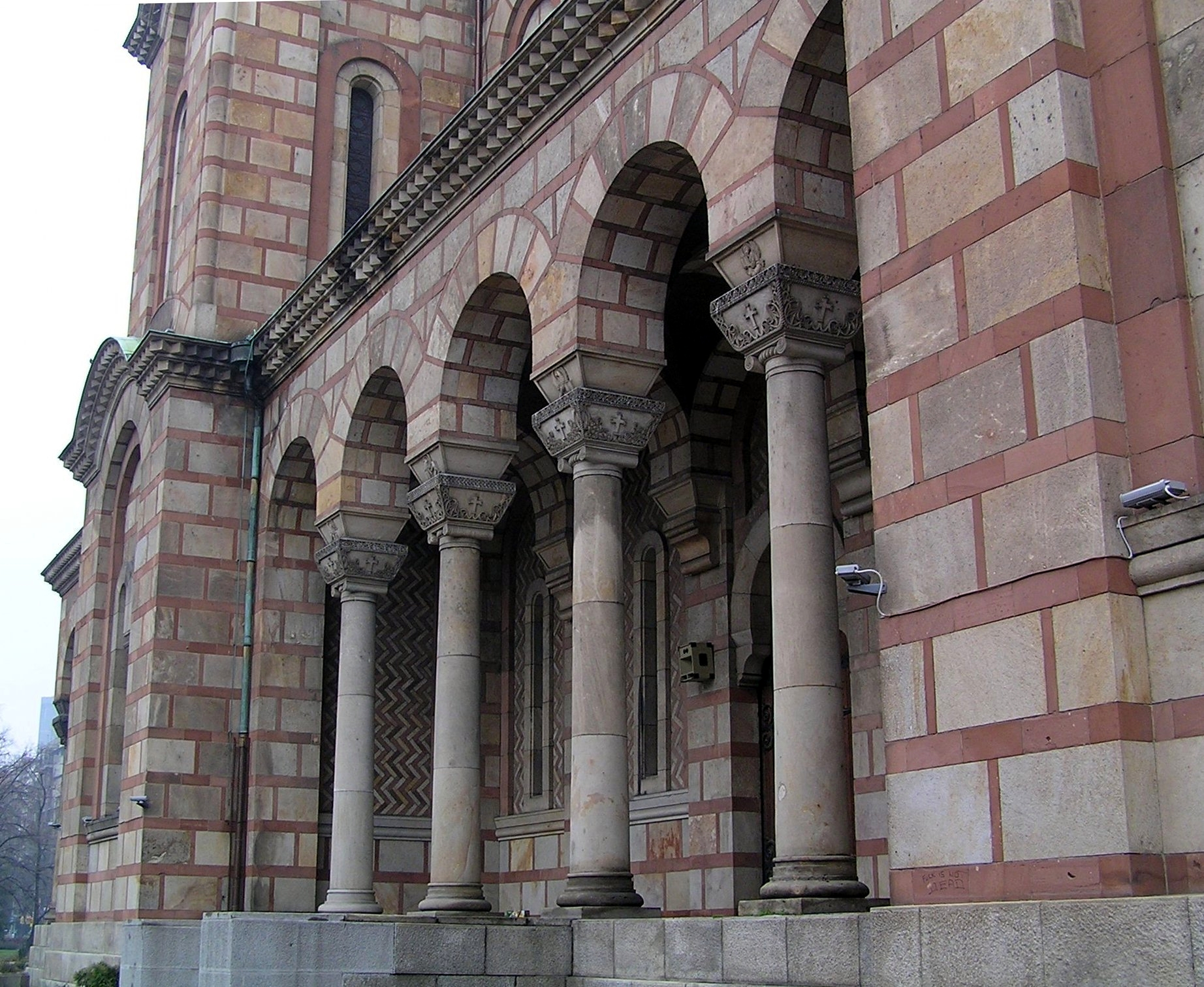
Il nartece del transetto nord
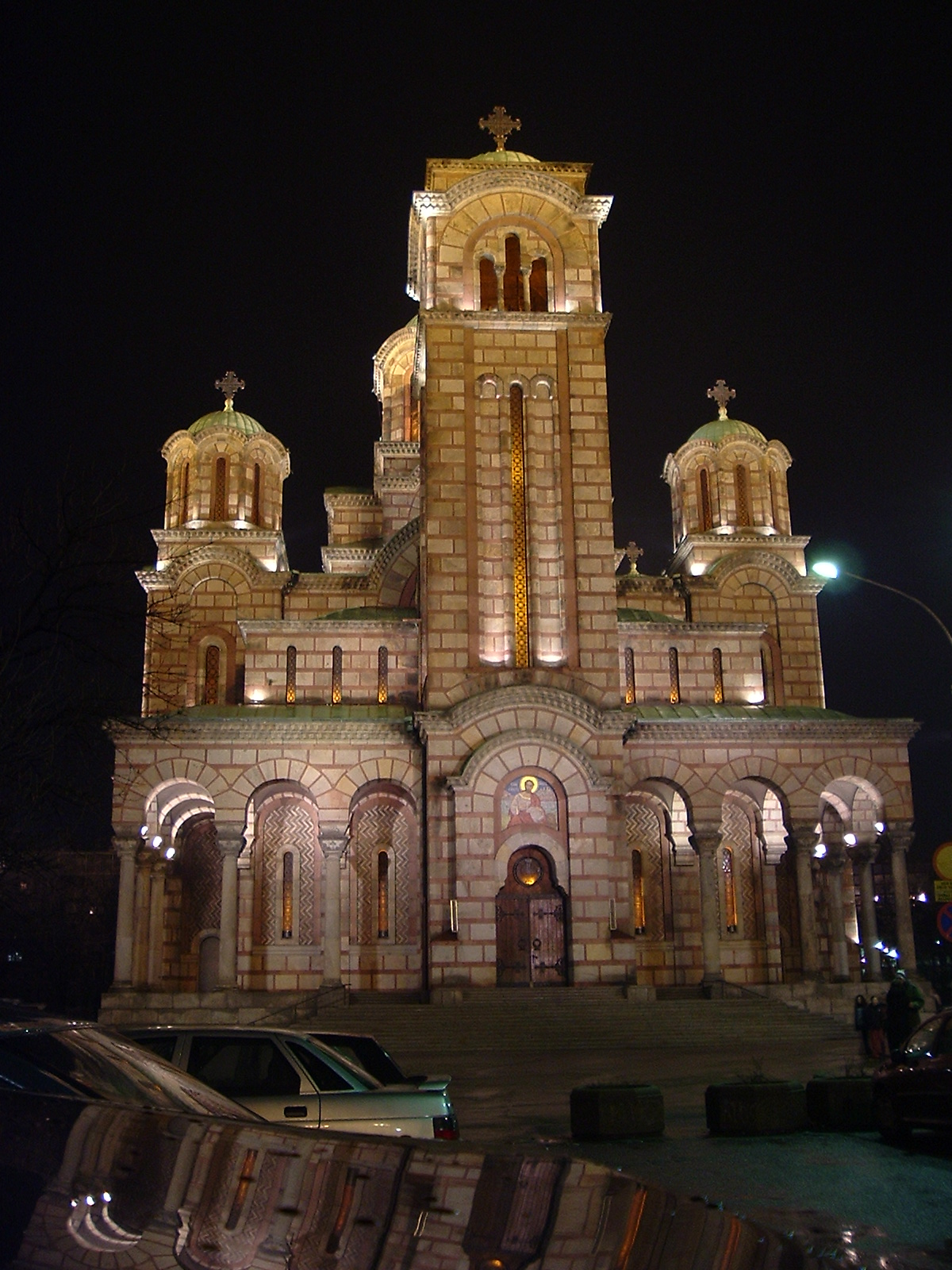
Veduta esterna notturna della facciata
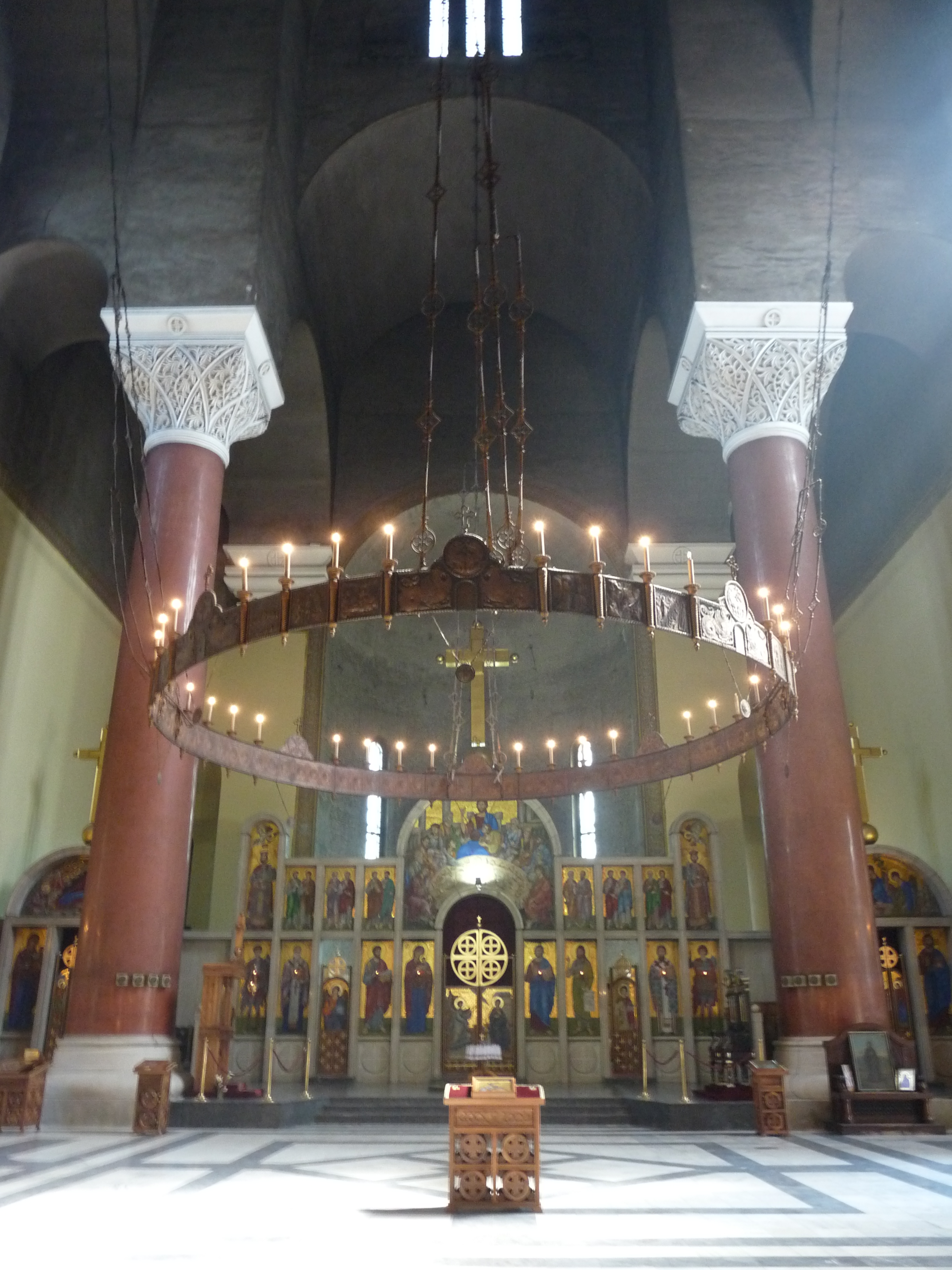
L'interno
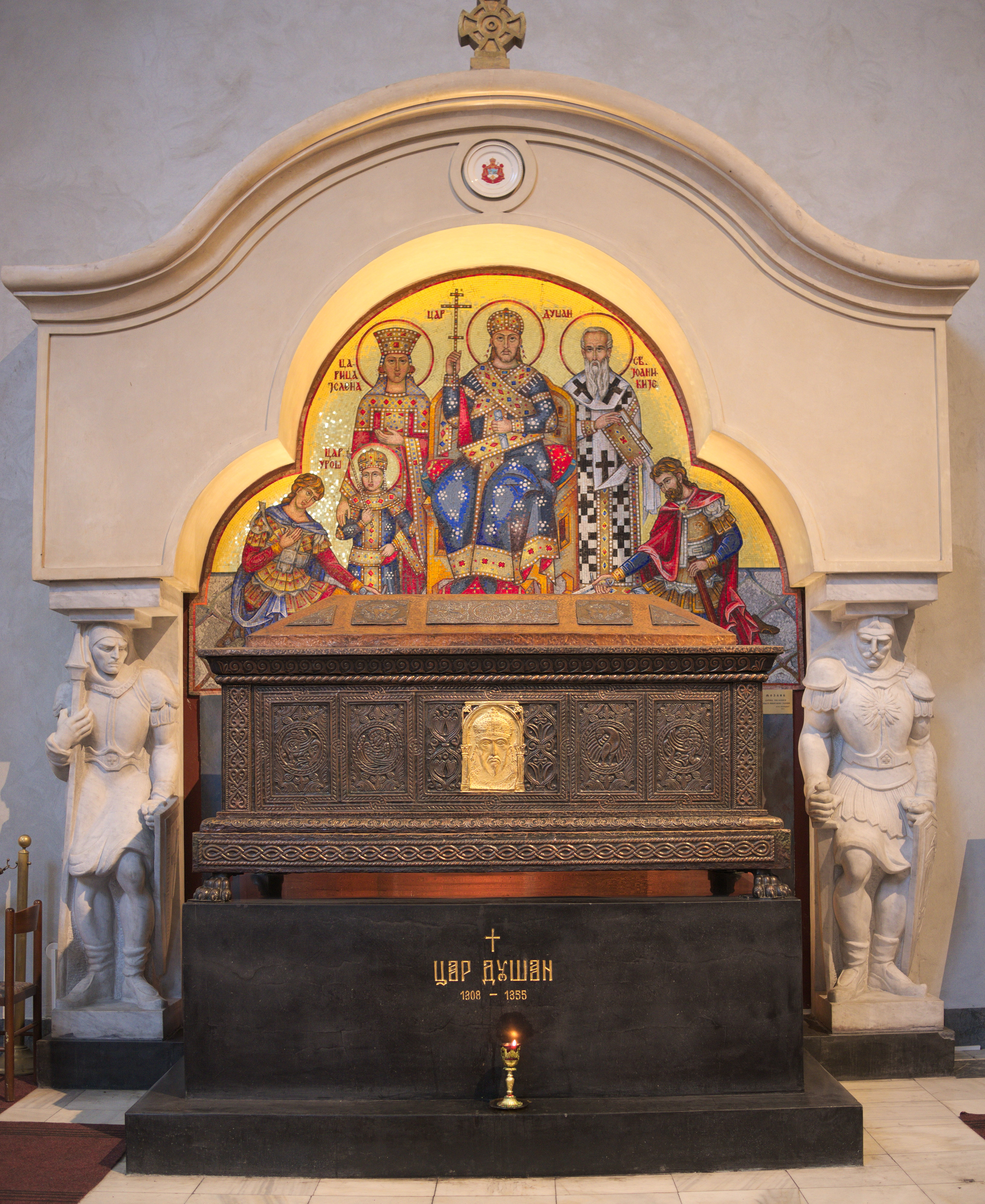
Il sepolcro di Stefano Uroš IV Dušan